# Ružín
Ružín est un lac de barrage situé dans la vallée de la rivière Hornád en aval du village de Margecany en Slovaquie. Il constitue un réservoir d'eau pour l'industrie locale générant de l'énergie électrique. Il est également utilisé comme régulateur du régime de l'Hornád et comme aire récréative.

## Présentation
Le complexe est constitué de deux barrages Ružín I ou Ružín et Ružín II ou barrage de Malá Lodina. La longueur du lac est de 11 km pour une capacité de 3,9 km3.